# Wunderschöner
Wunderschöner (tłum. Piękniejszy) – niemiecki komediodramat z 2025 roku w reżyserii niemieckiej reżyserki i aktorki Karoline Herfurth; kontynuacja filmu z 2022 roku pt. Wunderschön.

## Fabuła
Sonja i jej mąż Milan są w separacji. Właściwie to racjonalna decyzja. Ale nie jest to takie proste, gdy dowiaduje się, że jej były spotyka się z nową kobietą. Tymczasem Julie, siostra Milana, dowiaduje się, że ma szefa, który choć niezwykle czarujący, jest jednocześnie nieodpowiednio nachalny i niechętny do respektowania granic. Najlepsza przyjaciółka Sonji, Vicky, ma zupełnie inne problemy. Po kłótni jej chłopak pojechał na wakacje, nie podając konkretnej daty powrotu, nie precyzując dokładnie, jaki wpływ będzie to miało na ich związek. A w trakcie tygodnia poświęconego projektowi szkolnemu musi też przekonać grupę niechętnych uczniów, by zadali sobie ważne pytania: Jak właściwie definiujemy bycie kobietą? Jakie oczekiwania i wzorce do naśladowania musi spełniać kobieta, aby być szanowaną, pożądaną i chcianą w społeczeństwie? Nadine daje z siebie wszystko, aby w wieku 50 lat nadal być atrakcyjna dla męża, Philippa. Kiedy jednak okazuje się, że spotyka się on z prostytutką, Nadine popada w kryzys.

## Obsada
- Karoline Herfurth jako Sonja[5]
- Nora Tschirner jako Vicky[5]
- Anneke Kim Sarnau jako Nadine Hansen[5]
- Emilia Packard jako Lilly [5]
- Emilia Schüle jako Julie Abeck[5]
- Dilara Aylin Ziem jako Leyla[6]
- Anja Kling jako Regine[1]
- Godehard Giese jako Phillipp Hansen[5]
- Malick Bauer jako Trevor[5]
- Friedrich Mücke jako Milan[5]
- Maximilian Brückner jako Franz[5]
- Levy Rico Arcos jako Enno[1]
- Samuel Schneider jako Paul[5]

## Produkcja
Zdjęcia do filmu rozpoczęto 06 maja 2024 roku i trwały do 10 lipca tego samego roku. Hellinger / Doll Filmproduktion w kooperacji z Warner Bros. zajęli się dystrybucją filmu. Film był kręcony w Berlinie, Schwerinie, Lipsku i Ratyzbonie.

## Odbiór
Christoph Petersen, krytyk filmowy niemieckiego portalu "Filmstarts" (odpowiednik polskiego Filmweb) przyznał produkcji 4,5 na 5 gwiazdek. Opisał go jako działo, które dociera "gdzie naprawdę boli, gdzie naprawdę wzrusza, gdzie najbardziej jest zabawne".
Od 20 do 23 lutego 2025 roku Wunderschöner znajdował się na pierwszym miejscu listy najczęściej oglądanych filmów w Niemczech. W ciągu tych trzech dni film obejrzało 171 tysięcy osób, a w ciągu jedenastu dni, czyli od dnia premiery, widziało go 581 tysięcy osób. Dla porównania: Wunderschön obejrzało w tym samym okresie 529 tysięcy osób.